# 新華戲院
新華戲院（Sun Wah Theatre），又稱新華電影院、新華寬銀幕電影院，是曾在廣東省廣州市中山五路的一間老牌戲院。1932年開業，美國華僑朱蔭橋、朱家藩為投資人。第一部上畫片是香港有聲電影《桃花亂放》。戲院見證了昔日惠愛路的繁盛輝煌，舊日市民都以到過新華睇戲為榮。
1949後，新華戲院成了首輪片放映點，1955年被公私合營，1956年改建為廣州市第一間寬銀幕身歷聲電影院。1988年，戲院為廣州率先引進鐳射電影(也稱鐳射錄影)的影院。
1994年年底，由於廣州地鐵一號線牽連清拆中山路騎樓街，新華戲院連同其他老字號就此消失。復建的五月花影城據稱延續了新華戲院之地位。